# Maximilian von Carmer
Hans Kasimir Maximilian Graf von Carmer (* 8. Januar 1833 in Panzkau; † 10. August 1912 in Frankfurt (Oder)) war ein preußischer Generalmajor.

## Leben

### Herkunft
Maximilian war ein Sohn des preußischen Rittmeisters und Rittergutsbesitzers Karl Graf von Carmer (1798–1857) und dessen Ehefrau Henriette, geborene von Tresckow (1802–1865). Sein älterer Bruder Friedrich (1827–1885) war Mitglied des Preußischen Herrenhauses.

### Militärkarriere
Nach dem Besuch des Gymnasiums in Schweidnitz trat Carmer am 21. April 1852 in das 5. Jäger-Bataillon der Preußischen Armee ein. Unter Beförderung zum Sekondeleutnant erfolgte Mitte Februar 1854 seine Versetzung in das Garde-Jäger-Bataillon nach Potsdam, wo er von Dezember 1857 bis Oktober 1859 als Bataillonsadjutant fungierte. Anschließend wurde Carmer als Inspektionsoffizier und Lehrer an die Kriegsschule Neiße kommandiert. Er avancierte Mitte Dezember 1860 zum Premierleutnant, wurde Anfang April 1861 von seinem Kommando entbunden und ab Oktober 1861 auf ein Jahr zur Dienstleistung beim Königs-Grenadier-Regiment (2. Westpreußisches) Nr. 7 kommandiert. Am 7. Dezember 1865 rückte Carmer zum Hauptmann und Kompaniechef auf. Als solcher nahm er 1866 während des Krieges gegen Österreich an den Kämpfen bei Soor, Königinhof sowie  Königgrätz teil und erhielt für sein Wirken den Roten Adlerorden IV. Klasse mit Schwertern.
Am 24. März 1870 wurde Carmer in das Westfälische Jäger-Bataillon Nr. 7 versetzt, mit dem er sich während des folgenden Krieges gegen Frankreich an den Schlachten bei Spichern, Colombey und Gravelotte sowie der Belagerung von Metz beteiligte. Für sein Verhalten zeichnete man ihn mit beiden Klassen des Eisernen Kreuzes, dem Ehrenkreuz des Lippischen Hausordens III. Klasse mit Schwertern sowie der Militär-Verdienstmedaille aus.
Mitte Juni 1873 erfolgt unter Beförderung zum Major seine Versetzung in das 4. Posensche Infanterie-Regiment Nr. 59. Dort wurde Carmer am 26. Oktober 1873 zum Kommandeur des Füsilier-Bataillons in Wohlau ernannt. Im Herbst 1877 nahm er an der Generalstabsreise des V. Armee-Korps teil und stieg Mitte September 1880 zum Oberstleutnant auf. Vom 22. März 1881 bis 19. März 1883 kehrte Carmer als Kommandeur des Westfälischen Jäger-Bataillons Nr. 7 nach Bückeburg zurück und erhielt in dieser Stellung das Komturkreuz II. Klasse des Herzoglich Sachsen-Ernestinischen Hausordens sowie durch seinen Bataillonschef Fürst Adolf das Ehrenkreuz I. Klasse des Lippischen Hausordens mit Schwertern am Ringe. Anschließend wurde er als Kommandeur des I. Bataillons im 2. Rheinischen Infanterie-Regiment Nr. 28 nach Ehrenbreitstein versetzt und rückte Mitte November 1883 zum etatmäßigen Stabsoffizier auf. Unter Beförderung zum Oberst erfolgte am 15. April 1884 seine Versetzung als Kommandeur des 2. Oberschlesischen Infanterie-Regiments Nr. 23 nach Neiße. Anlässlich des Ordensfestes wurde Carmer im Januar 1886 mit dem Roten Adlerorden III. Klasse mit Schleife und Schwertern am Ringe ausgezeichnet. In Genehmigung seines Abschiedgesuches wurde er unter Verleihung des Charakters als Generalmajor am 14. Juni 1888 mit der gesetzlichen Pension zur Disposition gestellt.
Er war seit August 1897 Ehrenritter des Johanniterordens.

### Familie
Carmer heiratete am 27. Juli 1864 Anna von Niebelschütz (1842–1904). Aus der Ehe gingen der Sohn Hubert (* 1865), preußischer Major, sowie die Töchter Hildegard (* 1869) und Helene (1872–1950) hervor. Helene heiratete den Genealogen Albrecht Freiherr von Houwald-Neuhaus (1866–1958).
Der Diplomat und Schriftsteller Götz-Dieter Freiherr von Houwald ist sein Enkel.